# 固体

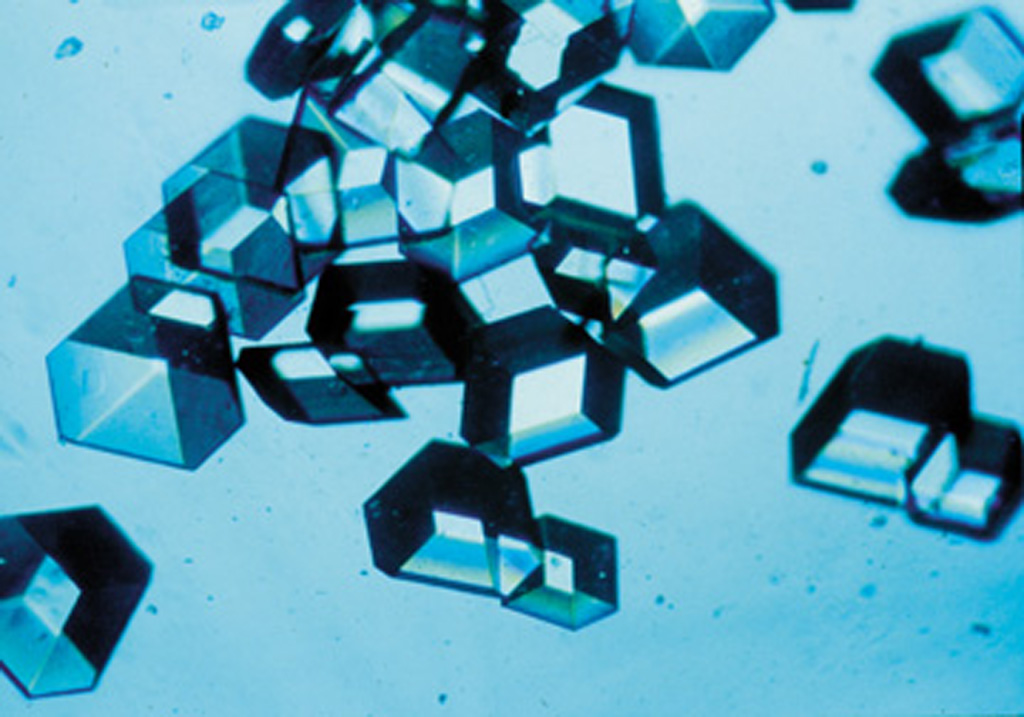
胰岛素的結晶

氣體、液體、固體（由上而下）不同的分子、原子結構。

固體( 英語：solid )是物質存在的一種狀態，是四種基本物质状态之一。與液體和氣體相比，固體有固定的體積及形狀，形狀也不會隨著容器形狀而改變。固體的質地較液體及氣體堅硬，固體的原子之間有緊密的結合。固體可能是晶体，其空間排列是有規則的晶格排列（例如金屬及冰），也可能是無定形體，在空間上是不規則的排列（例如玻璃）。一般而言，固体是宏观物体，一个物体要达到一定的大小才能夠被称为固体，但是对其大小無明确的规定。
物理學中研究固體的分支稱為固体物理学，是凝聚态物理学的主要分支之一。材料科学探討各種常見固體的物理及化學特性。固體化學研究固體結構、性質、合成、表徵等的一門化學分支，也和一些固體材料的化學合成有關。

## 特性
固體有三種特性：
- 固體裡的粒子是緊緊相扣，不易進行運動。
- 固體是固定在物質裡一個特定空間。
- 當有外力對物質施加作用時，固體形狀會被扭曲，導致變形。

儘管任何固體都有熱能，粒子間可以相互震動，此粒子運動幅度相當的小，很難靠感覺來觀察。
通过其组成部分之间相互作用，固体的特性可能与组成它的粒子的特性有很大区别。

## 微觀描述

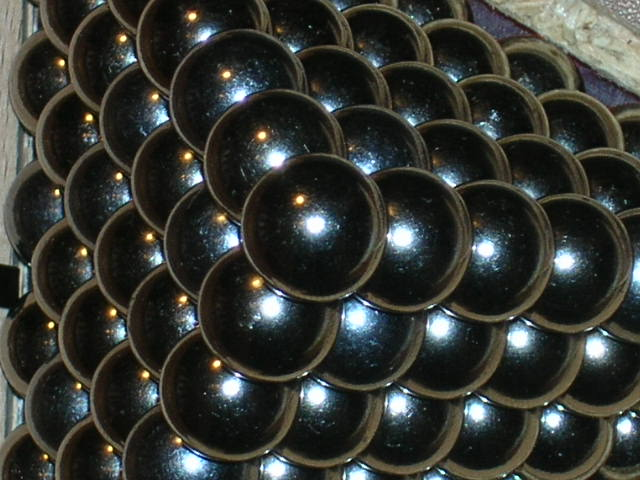
結晶固體緊密排列的原子模型。

固体可依其原子、分子或離子的排列方式是否有特定週期性的規則，分類為晶體或無定形體（非晶体），而晶体又分为单晶体和多晶体。固體是結晶體或是無定形體，和其材料及冷卻凝固的條件有關，緩慢冷卻形成的固體比較容易形成結晶體，而快速冷卻形成的固體比較容易形成無定形體。
有些物質中只含有一種化合物，像冰塊或氯化鈉等，但也有許多物體是由多種化合物所組成，像岩石就是由許多不同的的礦物及准矿物所組成，無法用一個化學式來表示其中的成份，而木材是自然形成的有機材料，主要由纤维素及木質素所組成。複合材料是由多種材料所組成，可藉由材料及成份的調整來達到預期的特性。

### 晶体
晶體是排列規則的固體，当整个晶体内原子都按周期性規則排列时，稱為单晶，例如氯化鈉、天然水晶、鑽石等。不過大部份固體的晶體大小都遠小於可用肉眼判識的大小，肉眼可見的固體其實是由許多稱為晶粒的“小单晶體”所組成，晶粒最小可以到數奈米。粗晶、微晶、纳米晶指的就是晶粒的大小。
由許多晶粒組成的固體稱為多晶，常見的石头、金屬、陶瓷都是多晶。結晶體的晶体结构和其材料及冷卻凝固的條件有關。例如鋼在慢速冷卻時會形成波來鐵，若經過淬火的快速冷卻，會形成馬氏體。

### 非晶体
不規則排列的固體被稱為無定形體，例如聚苯乙烯和玻璃。

### 准晶
准晶体是一种介于晶体和非晶体之间的固体。

## 固體的類別
依固體組成的原子（或原子團）不同，原子之間的作用力也隨之不同：例如氯化鈉是由氯離子和鈉離子組成，氯離子和鈉離子之間會形成離子鍵。像鑽石或矽的固體，原子和原子之間共同使用它們的外層電子，形成成共價鍵。金屬中的原子之間會形成金屬鍵，原子的價電子會形成自由電子。大部份的有機化合物分子間的作用力是凡得瓦力，主因是在分子中的電荷分佈不平均所造成。固體的特性受原子之間作用力的影響很大。

### 金屬
一般而言，金屬是電及熱的良導體。元素週期表中由硼畫一條線至Og，線左側的元素都是金屬。合金是指由二種或二種以上元素混合而成，以金屬為其主要成份，且有金屬特性的混合物。
人類自史前時代就開始使用金屬，像青銅時代及鐵器時代就開始以器具使用的金屬種類為其時代名稱。金屬由於其強度及可靠度良好，已廣為使用在各領域中，例如建築物的結構、車輛的結構、許多工具及設備、管線、道路標誌及鐵軌等。鐵和鋁是最常使用的二種金屬，也是地殼中豐度最高的二種金屬元素。在使用時，鐵一般會和其他元素形成合金，其中最常使用的鋼，其碳含量最多會到2.1%，而隨著碳含量的增加，合金的硬度也會逐漸提高。

### 礦物

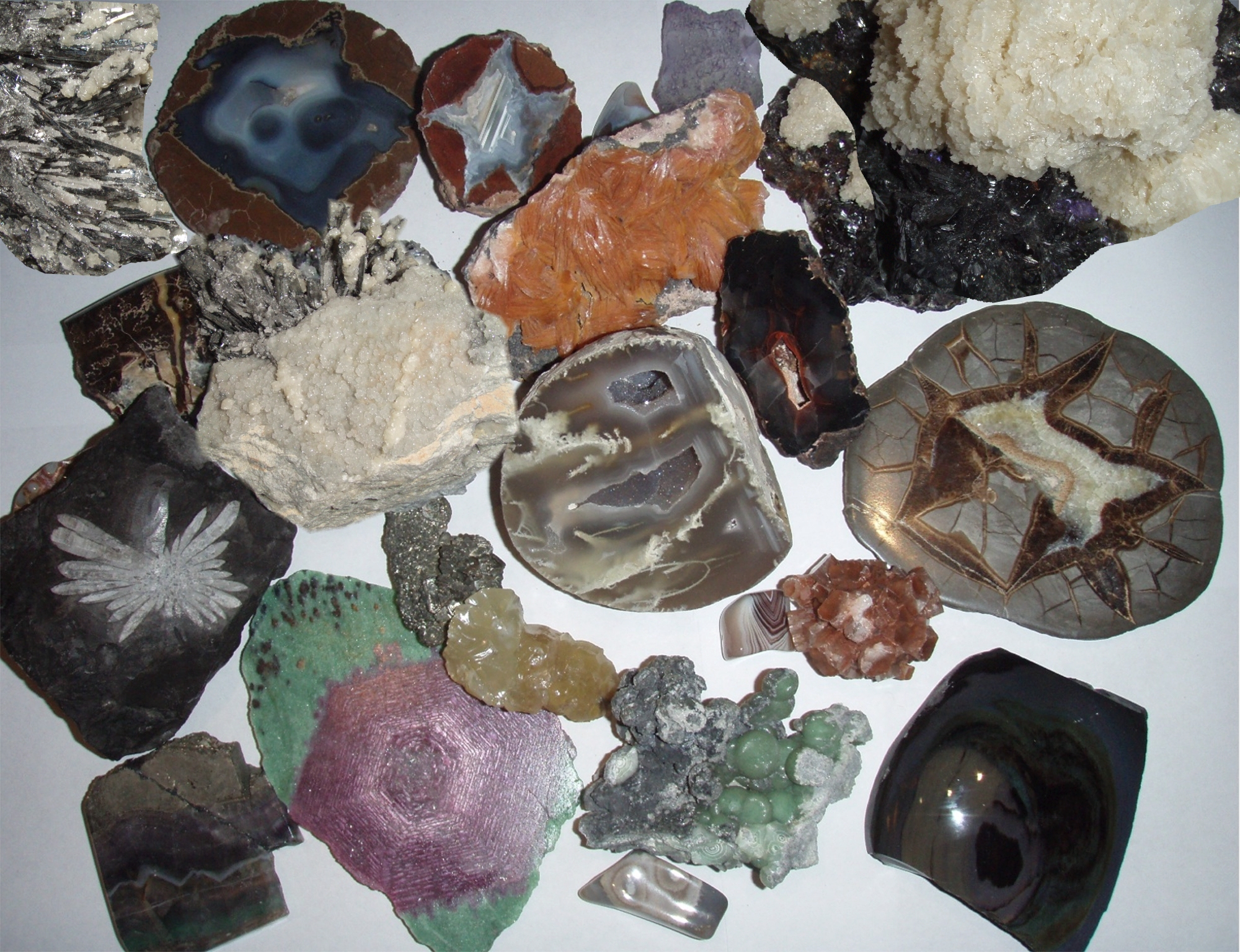
各式各様的礦物

礦物是存在於自然界中，在高壓下經過許多地质過程後形成的固體。礦物必需有晶体结构以及一致性物理性質。礦物的成份約有數千種廣，範圍從純元素、簡單鹽類，也可以是複雜的矽酸鹽。礦物和岩石不同，後者是由許多的礦物及准矿物所組成，無法用化學式來表示。地殼中岩石的主要成份包括石英、长石、雲母、綠泥石、高嶺石、方解石、綠簾石、橄榄石、普通辉石、角闪石、磁鐵礦、赤铁矿、褐铁矿等。其中石英、长石及雲母是常見的礦物，其他的礦物只在一些特定區域才能找到。礦物中最多的是矽酸鹽，約佔一般岩石的95%，主要是由氧和矽組成，也包括鋁、鎂、鐵、鈣及其他金屬。

### 陶瓷
陶瓷材料是由無機化合物所組成，通常是元素的氧化物。陶瓷不容易發生化學反應，一般而言是可以耐酸耐腐蝕的材料。陶瓷一般可耐1000至1600 °C的高溫，不過像氮化物、硼化物及碳化物等不含氧的無機化合物其耐溫範圍更高。陶瓷一般會有高硬度、高耐磨性、抗腐蝕，但其脆性大。
傳統的陶瓷原料包括像高嶺石之類的黏土礦物，較後期的陶瓷原料則包括氧化鋁（礬土），現代的陶瓷原料或稱為先進陶瓷原料包括有碳化矽及碳化鎢．兩者的耐磨性都很好，因此可用在像採礦設備中的粉碎用機械中。
大部份的陶瓷（包括礬土及其相關化合物）都是用粉末原料成形而成，因此可以得到細粒度的多晶微結構，容易散射可見光範圍的電磁波，因此陶瓷一般都是不透明的材料。

### 玻璃陶瓷

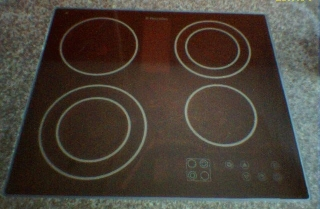
爐具用的玻璃陶瓷，有高強度及熱膨脹係數小的特性

玻璃陶瓷兼具有无定形体的玻璃及晶體的陶瓷的許多特性，其成形方式類似玻璃，再利用熱處理的方式使其部份產生结晶，因此其中同時有无定形体及晶體均勻分佈。
當閃電擊中砂粒中的晶粒時，也會產生玻璃陶瓷。閃電帶來的大量及快速的熱能會使溫度到約2500 °C，會產生中空、分支樹根狀的閃電熔岩。

### 有机固体

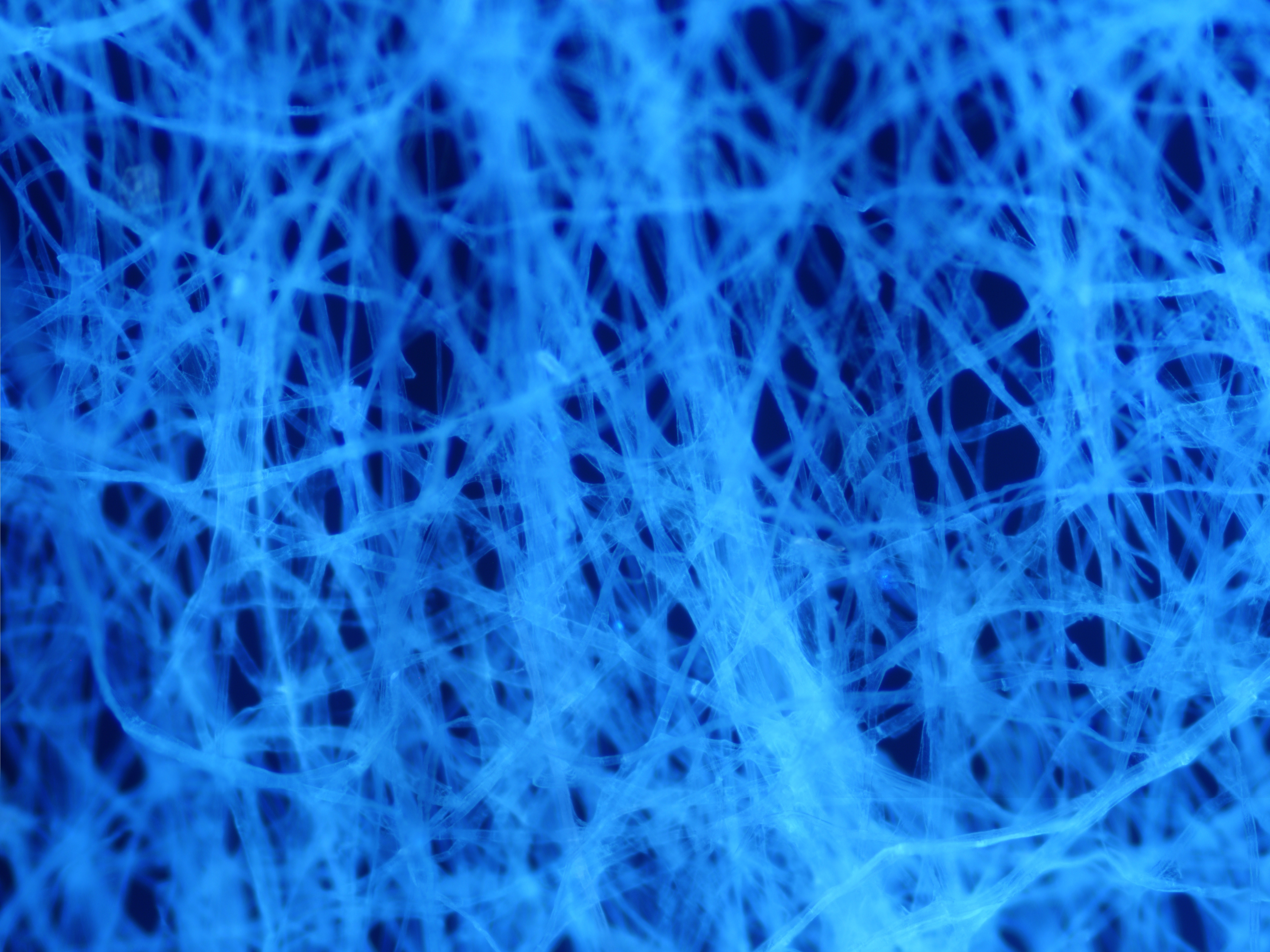
個別的木浆纤维，此例的直徑約為10µm

有机化学是研究有機化合物的結構、性質、組成、反應及製備等。有機化合物的主要成份為碳和氫，但也包括氧、氮及鹵素（氟、氯、溴、碘），有些有機化合物還含有磷和硫等，有机固體的例子有木材、石蠟、萘及許多的聚合物和塑膠等。

#### 木材
木材是像乔木和灌木能够次级生长的植物所形成的木质化组织。这些植物在初生生长结束后，根茎中的维管形成层开始活动，向外发展出韧皮，向内发展出木材。木材是维管形成层向内的发展出植物组织的统称，包括木质部和木質线。
木材為林業主產物，对于人类生活起着很大的支持作用。根据木材性质的不同，可以用在不同的應用中。

#### 聚合物

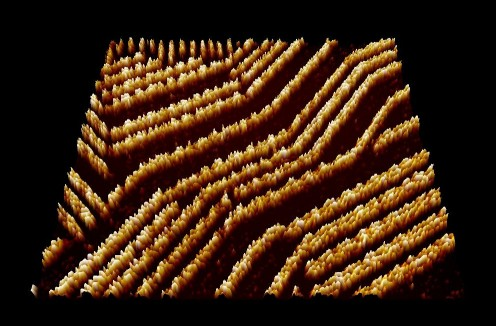
有機半導體喹吖啶酮的超分子鏈在石墨上自行組裝的掃描隧道顯微鏡影像。

聚合物（Polymer）是指具有非常大的分子量的化合物，分子間由結構單位、或單體經由共價鍵連接在一起。這個字眼（polymer）是出自於希臘字：polys代表的是多，而meros 代表的是小單位（part），所以很多小單位連結在一起的這種特別的分子，我們稱之為聚合物。需要更多的資訊，可以參考塑膠、DNA和高分子。

#### 生物材料

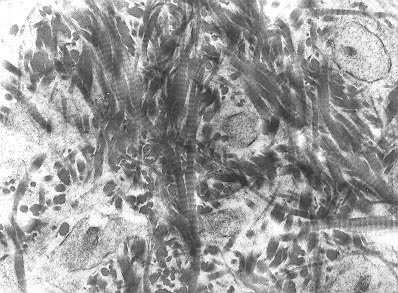
骨中的膠原蛋白纖維

許多自然界的材料都可以視為複雜的複合材料，而且各自有其特殊的性質。這些材料歷經數百萬年的演變，許多科學家也從中得到靈感來設計先進材料。生物材料的特徴包括结构层次（structural hierarchy）、多功能性及自我修复的能力。自我組織也是生物材料的基本特性之一，藉此才能由分子層次逐漸組合為各種生物材料，自組裝也是在進行一些高效能生物材料的化學合成時，逐漸開始使用的方法之一。

### 複合材料

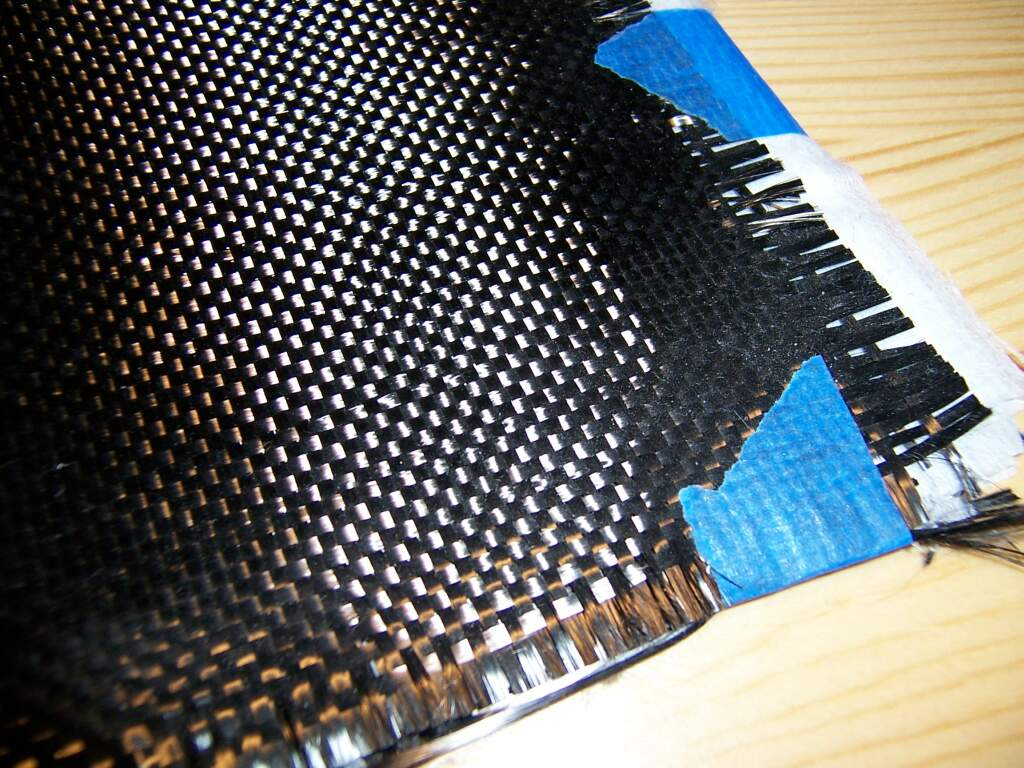
由碳纖維編織成的布，碳纖維是複合材料中常見的材料之一

複合材料是由金屬材料、陶瓷材料或高分子材料等兩種或兩種以上的材料，經過複合工藝而製備的多相材料。其中包括連續相的基體，和被基體包容，用來提昇材料性能的相增強體。
複合材料的應用範圍很廣，包括建築工程中常用的鋼筋混凝土，及用在太空梭的航天飞机隔热系统中，在太空梭返航回到地球時避免表面過熱的絕熱瓦，太空梭機鼻及機翼前緣會使用強化碳-碳的淺灰色材料，可以承受返航時高達1510 °C的溫度。強化碳-碳是一種由浸漬在酚醛樹脂的石墨人造絲製成的層疊複合材料。在高溫的高壓釜中處理後，層疊會熱分解，人造絲會釋出碳，再在真空下浸漬在糠醇中，糠醇也會釋出碳。為了反覆利用時的抗氧化能力，會用碳化矽作為強化碳-碳的外層。

### 半导体
半导体是電阻率介於金屬導體和非金屬絕緣體之間的物質，在週期表硼往右下的對角線上．其左邊是金屬導體，其右邊是絕緣體。
半導體元件是近代電子學的基礎，包括收音機、電腦、電視中都有半導體元件。半導體元件包括電晶體、太陽能電池、二極體及積體電路。大陽能光電板是大型的半導體元件，直接將光能轉換為電能。
在金屬導體中，電流是由於電子的流動所造成，但在半導體中，電流是由於材料能带结构中的電子流動以及帶正電電洞流動所造成。常見的半導體材料包括矽、鍺及砷化鎵。

### 纳米材料

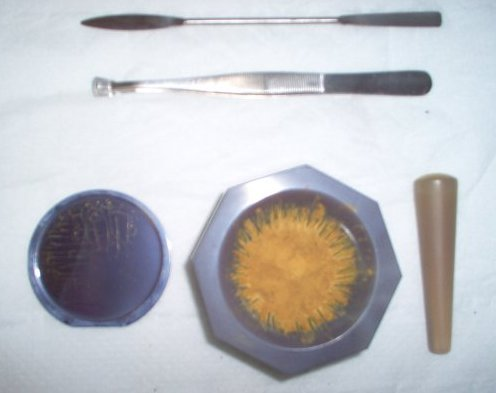
左邊是一般的矽，右邊則是納米態的矽

許多固體當其大小為幾個納米時，其特性也會隨之改變。例如金和矽分別是金色和灰色，但金和矽的納米料子都是紅色，大小為約2.5納米的金納米粒子，其熔點約為300°C，遠低於金塊的熔點1064°C。金屬的納米線其強度也比一般大小下的相同金屬要大。
納米材料有高表面積，適用在許多和能源相關的應用中，例如納米的鉑金屬可以作為車用燃料的催化劑，也可以用在質子交換膜燃料電池中、鑭、鈰、錳、鎳的氧化物形成的陶瓷或金屬陶瓷可用在固体氧化物燃料电池（SOFC）、鋰和鈦的納米顆粒可用在鋰離子電池或钛酸锂电池中、矽納米粒子已被證實可以大幅提昇鋰離子電池在膨胀/收缩周期中的儲存容量。矽納米顆粒也用在新形式的太陽能電池中，太陽能電池中多晶矽基板上矽量子點的薄膜沉积可以增加60%輸出電壓，此應用中納米顆粒或薄膜的表面積也使其吸收輻射量達到最大值。

## 物理性質
固體的物理性質包括氣味、顏色、體積、密度、熔點、沸點、比熱、室溫下的形態（固體、液體或氣體）、硬度、多孔性、折射率等。以下探討一些固體的材料性質。
世界上最輕的固體是飛行石墨，其密度小于0.2 mg/cm³，比微晶格（0.9 mg/cm³ ）和气凝胶（1.9 mg/cm³）的密度都小。

### 力學

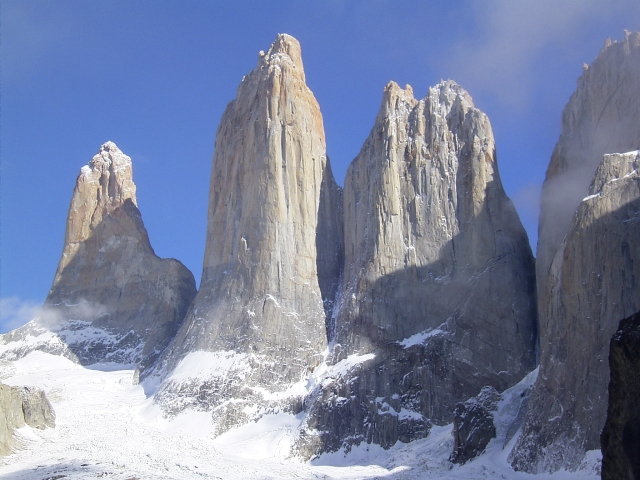
智利巴塔哥尼亞的花崗岩，其成份主要是二氧化矽SiO_{2}及三氧化二鋁Al_{2}O_{3}.

材料的力學性質是和其材料強度及抵抗變形的能力有關，像許多結構中使用钢梁的原因是因為钢的高強度，在結構中受力時不會斷裂，也不會有顯著的彎曲。
力學性質包括彈性、塑性、抗拉強度、抗壓強度、抗剪強度、断裂韧性及延展性（脆性材料的延展性低）及压入硬度。固體力學是研究固體在外在施力及溫度變化下的行為。
固體和流體不同，不會有宏觀的流動現象。固體有一定的形狀，若其形狀變化，和其原有形狀不同，稱為形變，形變和原有尺寸的比例稱為應變。若材料受到的應力非常小，幾乎所有固體都會滿足胡克定律，其應變和應力成正比，比例係數為彈性模量或楊氏模量，這類的變形是在線彈性的範圍內。物體受力時的形變可分為以下的三種：
- 彈性：當外力移除後，物體會恢復成原來形變前的狀態。
- 粘弹性：材料同時有彈性及阻尼，因此當外力移除後，物體會接近原來形變前的狀態，但不會完全恢復形變前的狀態，需額外施力克服阻尼的影響。其應力-應變曲線會有遲滯現象，表示其力學上的響應為一個和時間有關的響應。
- 塑性：當外力造成的應力超過一定範圍時，物體會產生不可逆的永久形變，外力移除後，物體無法恢復成原來形變前的狀態。

許多材料高溫下的強度會下降，防火材料是指高溫下仍可維持其強度的材料，可用一些有特殊要求的應用中。例如玻璃陶瓷有優異的力學性質，而且可以承受超過1000 °C的反覆性快速溫度變化，適用在檯面烹飪中。在航太工業中，飛機或太空船外層使用的材料需要可以耐熱衝擊，因此會使用由有機聚合物紡出的合成纖維，有聚合物/陶瓷/金屬的複合材料或是纤维增强塑料。

### 熱學

在一個晶體物體內部，振動的簡正模。

由於固體有熱能，其原子會在固體中特定位置的周圍振動，晶體或是無定形體的晶格振動頻率頻譜是固體動力學的基礎，原子的振動幅度是原子等級的大小，因此需用特殊的儀器才能觀察，例如光譜學相關的儀器。
固體的熱學性質包括熱導率，是指一固體热传导的能力。固體的熱學性質也包括比熱容，是指固體以熱能方式儲存能量的能力。
熱電效應包括三個在金屬中溫度和電壓之間的轉換效應：塞貝克效應、帕爾帖效應及湯姆森效應，前二個是在二種不同金屬介質中，溫度差和電壓之間的轉換效應，湯姆森效應則是一金屬兩端溫度不同時，金屬兩端會形成電勢差的效應。

### 電學
電學性質包括電導率、電阻率、阻抗及電容，金屬及合金是電的導體，而玻璃及陶瓷是電的絕緣體，前者電導率高，後者電導率低，而半導體介於二者之間。金屬的導電是因為其中的電子，半導體的導電是電子和電洞，而快离子导体的導電性是由離子造成。
大部份導體的電阻率會隨著溫度的下降而降低，只是電阻率最終會是一個不為零的值。有些材料有超導體的特性，當在溫度低於其臨界溫度時，電阻率會突然降為零。低溫下有超導特性的材料包括錫和鋁等金屬、許多金屬合金、一些重度摻雜的半導體及特定的陶瓷。一個由超導體形成的線圈，可以在沒有電壓源的條件下，讓電流在線圈內持續流動。
介電質是一種可以電極化的絕緣體，可以用在電容器中。電容器是利用二片距離很近的導體來儲存能量的電子零件，二片導體之間即為介電質，因此二片導體會產生大小相同，極性相反的電荷，在電路中電容器常作為能量儲存元件，因此電容器的阻抗會隨著頻率而不同，電容器也常用在濾波器中，去分離高頻及低頻訊號。

#### 機電特性
壓電性是指晶體在受到應力後會產生電壓的特性，在有壓電性的晶體中，若施加電壓也會產生微小的形變。像橡膠、木材、頭髮及絲等聚合物都有壓電性，而聚偏二氟乙烯聚合物的壓電性要比石英高出許多。壓電性材料的形變特性使其適用在像高壓源、喇叭、雷射．及其他化學、生物及聲光的感測器及換能器。

### 光學
有些材料會允許可見光穿透，例如玻璃，有些材料則會反射可見光，例如金屬。
許多材料會允許一定波長範圍的電磁波通過，反射其他波長範圍的電磁波。例如窗戶的玻璃會設計成可以讓可見光穿透，但會反射大部份會造成曬傷的紫外線，此特性可以用來作頻率選擇的光濾鏡，可以調整入射光的顏色。
在一些特定的應用時，需同時考慮材料的光學和力學特性。例如紅外線導引飛彈的感測器需放在一個允許紅外線穿透的外殼內，目前會使用單晶蓝宝石作為高速紅外線導引飛彈的外殼，但無法讓整個中紅外線（3–5 µm）範圍內的紅外線都穿透此材料，在室溫下若波長約超過4.5 µm，穿透能力就開始下降。雖然在室溫下蓝宝石的強度比其他和中紅外線的材料會好，但若超過600°C時其強度會變差。因此長期以來都要在光學特性和力學的耐久性上取捨，不過使用透明陶瓷或光學奈米材料可以減少這類的問題。
受導引的光波傳輸和光纖領域有關，也和玻璃是否可以同時傳送多個頻率的信號（多模光導）有關，理想情形下光訊號強度維持不變，而信號之間不會有干涉。光導是積體光電子電路的一部份，或是光學通訊系統的傳輸介質。

#### 光電特性
太陽能電池是可以將光能轉換為電能的設備，太陽能電池會利用吸光性材料用光子激發電子和電洞，再讓電子和電洞往不同方向移動來傳導電流。上述的效應稱為光電效應，此一領域稱為光電工程。
太陽能電池有許多不同的應用，最常見的是用在需要電源，但又無法連接到輸電網路的情形，例如地球軌道上的衛星、掌上式計算機、手表、衛星電話或距離很遠的打水泵浦。近來也開始將太陽能電池產生的能量透過變頻器轉換為交流電壓，輸送到輸電網路，太陽能電池不只是一個獨立的電源，也可以是輸電網路的一部份。
所有的太陽能電池都需要在電池結構中有可以吸收光線的材料，用來吸收光子，利用光電效應產生電子。由於太陽光中特定頻率範圍的光才能穿過大氣層，到達地表，太陽能電池中的吸光性材料會選用在可吸收這些頻率光子的材料，不過若太陽能電池是放置在大氣層外，則需針對大氣層的太陽光頻率分佈來選擇太陽能電池的材質。